# Nadine Elda Rosani

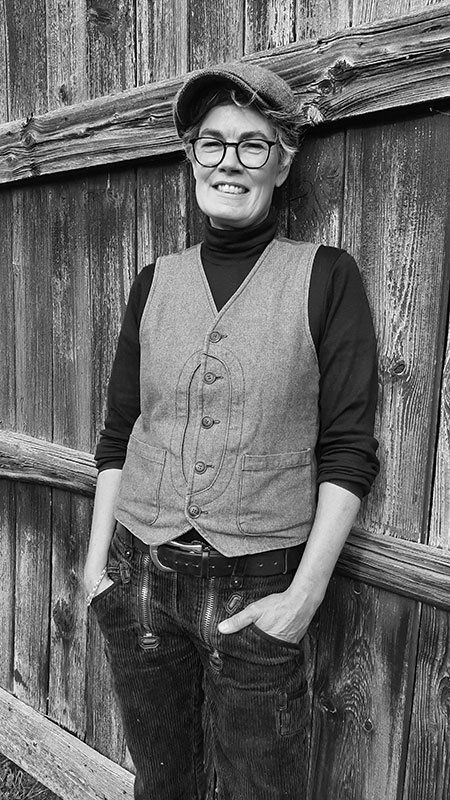
Nadine Elda Rosani, 2023

Nadine Elda Rosani (* 6. Juli 1975 in Brilon) ist eine deutsch-italienische Holzbildhauerin.

## Werdegang
Ihre ersten Kindheitsjahre verbrachte Rosani in verschiedenen Ländern in Afrika. In ihrer Jugendzeit wuchs sie im bayerischen Altötting auf. Dort machte sie zunächst eine Schreinerlehre, gefolgt von einer Ausbildung zur Holzbildhauerin an der BfS in München. Seit 2004 ist sie nach erfolgreichem Abschluss freischaffend tätig. Zunächst in einer Ateliergemeinschaft in München-Sendling, baute sie sich ab 2013 ihre eigene Werkstatt in Heideck-Aberzhausen (Altmühlfranken) auf und schaffte sich dort ein naturnahes Refugium.
Rosani ist Mitglied im Bundesverband Bildender Künstlerinnen und Künstler (BBK) und der GEDOK Regionalgruppe Franken.

## Werk
Rosani schafft figurative, konkrete Skulpturen und Objekte aus Holz. Parallel dazu fertigt sie humorvolle Serien von Kleinskulpturen mit Blick auf die Skurrilitäten des Alltags.

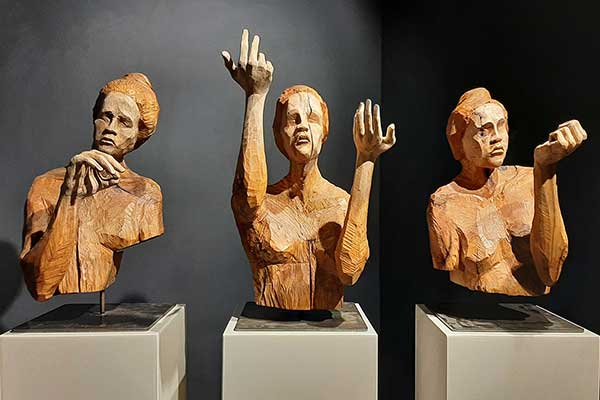
Büstenensemble 3 Zustände der Glückseligkeit wurde 2021 mit dem Kunstpreis der Nürnberger Nachrichten ausgezeichnet

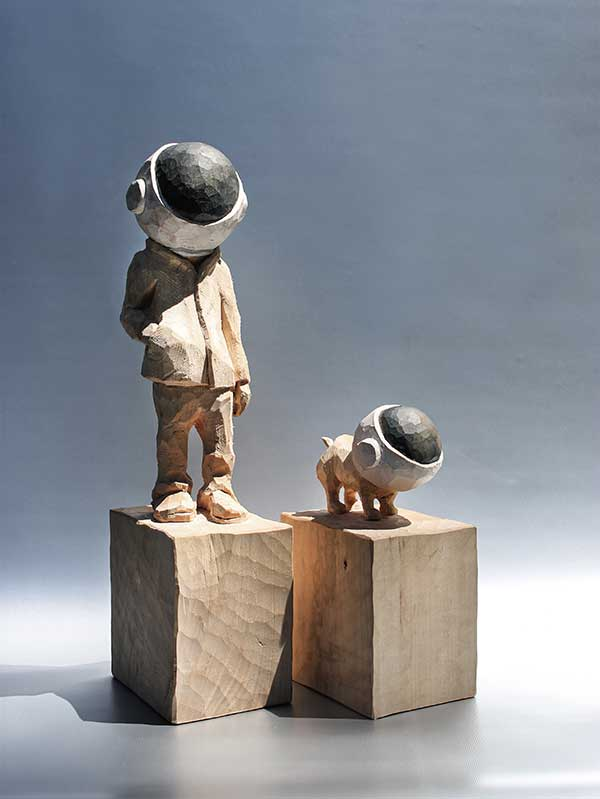
Serie Kleinskulpturen ‚Der Spaziergang. Alles wie immer.‘ – meist bezeichnet als Die Terranauten nach dem gleichnamigen Roman von T. C. Boyle

## Preise und Auszeichnungen (Auszug)
- 2004: Nominierung für den Förderpreis des Bezirks Oberbayern für junge Holzgestalter
- 2005: 1. Preis Holzbildhauersymposium in Ossana (Norditalien)
- 2010: Finalistin Oberbayerischer Förderpreis für Angewandte Kunst
- 2017: Nominierung für GEDOK FormART – Oschmann Preis, zusammen mit der Silberschmiedemeisterin Monika Vesely
- 2018: 1. Publikumspreis Aichacher Kunstpreis
- 2018: 2. Jury-Preis Kunstpreis Weißenburg
- 2020: 1. Sonderpreis Nahrung 2020 zum Weißenburger Kunstpreis
- 2020: Sonderpreis artig in Kempten
- 2020: Nominierung für GEDOK FormART – Oschmann Preis
- 2020: Publikumspreis beim Kunstpreis Hochsauerland
- 2021: Kunstpreis der Nürnberger Nachrichten
- 2024: Shortlist PHÖNIX Kunstpreis
- 2024: Künstlerin der Metropolregion Nürnberg

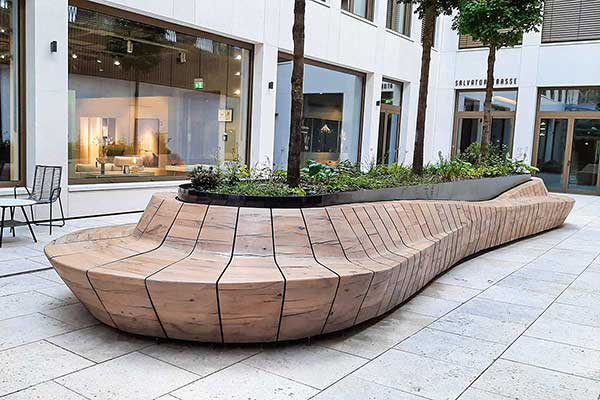
Kunst am Bau Projekt im Auftrag der Bayerischen Hausbau: Sitzskulptur (PN4) im Innenhof Prannerstrasse 4 in der München Innenstadt

## Werke im öffentlichen Raum
- Sitzobjekt PN4 im Innenhof Prannerstraße 4 (22 m umlaufend) München Innenstadt, Fichte mit Geschichte (Upcycling Fence)
- Bank im Foyer des Landratsamts Roth
- Kunstdenkmal Adam 2.0 Stadt Petersborn (NRW)
- Skulptur Montanaro Gemeinde Ossana (Italien)
- Groß-Skulptur (5 m) und Groß-Skulptur (3 m) Außenareal Gut Scheyern.

## Ausstellungen (Auswahl)
- 2019: „Delicatessen“ Galerie Christine Knauber, Berlin
- 2019: Teilnahme Sonderausstellung schmuck&hülle, internationales Keramik-Museum Weiden, ein Gemeinschaftsprojekt der Angewandten Kunst GEDOK München
- 2020: Weißenburger Kunstpreis-Ausstellung in der Kunstschranne
- 2020: FormART – Oschmann-Preis, Ausstellung in der Galerie Handwerk München
- 2021: «nur menschlich», artig Sonderpreis Einzelausstellung, Galerie Kunstreich, Kempten
- 2021: NN-Kunstpreis, Kunsthaus im KunstKulturQuartier, Nürnberg
- 2022: Evas Töchter, Gemeinschaftsausstellung GEDOK, Stadtmuseum Schwabach
- 2023: BBK View 'All-In' Mitgliederausstellung, Nürnberg
- 2023: «Make Art And Friends», eine Antwort auf documenta fifteen, Ausstellungsprojekt der Kunststation Kleinsassen, Rhön
- 2023: Teilnahme am 7. Werkforum und Skulpturenpark, Nidda - Bad Salzhausen
- 2024: Sisters in Art, Gemeinschaftsausstellung GEDOK Franken, Kloster Wechterswinkel, Rhön
- 2024: PHÖNIX Shortlist-Ausstellung in der WHITEbox, München
- 2025: „alles menschlich“, studio.Rose, Schondorf am Ammersee